# Angie Motshekga
Matsie Angelina Motshekga, née le 19 juin 1955 à Primville, est une femme politique sud-africaine, appartenant au Congrès national africain et membre du parlement depuis 2009. 
Présidente de la Ligue des femmes de l'ANC de 2007 à 2015, elle est ministre de l'Éducation de base de 2009 à 2024 au sein des gouvernements successifs de Jacob Zuma et Cyril Ramaphosa. En juillet 2024, elle devient ministre de la Défense.

## Biographie
Titulaire d'un baccalauréat et d'une maîtrise en sciences de l'éducation de l'université du Witwatersrand ainsi que d'un baccalauréat ès arts en éducation de l'université du Nord et d'un diplôme supérieur en éducation, Angie Motshekga a été chargée de cours au Soweto College of Education (1983-1985) et à l'université du Witwatersrand (1985-1994). Directrice de cabinet à la présidence sud-africaine de 1994 à 1997, elle a été membre du Sediba sa Basadi Trust. 
Membre de la législature de la province de Gauteng de 1999 à 2009, elle est aussi membre du Conseil exécutif du Gauteng, d'abord pour les services sociaux et le développement démographique de 2000 à 2004, avant de l'être pour l'éducation de 2004 à 2009. 
De 2007 à 2015, elle préside la Ligue des femmes de l'ANC. En 2009, elle est nommée au gouvernement Zuma en tant que ministre de l'Éducation de base. Elle est reconduite à ces fonctions dans les gouvernements successivement formés en 2014, 2018 et 2019. En 2024, elle devient ministre de la Défense.
Son mari Mathole Motshekga, ancien juriste, est le tuteur de la reine de la pluie Masalanabo Modjadji VII.